# Maison de Glymes
Pour les articles homonymes, voir Berghes.
 (juillet 2024).
Si vous disposez d'ouvrages ou d'articles de référence ou si vous connaissez des sites web de qualité traitant du thème abordé ici, merci de compléter l'article en donnant les références utiles à sa vérifiabilité et en les liant à la section « Notes et références ».
La Maison de Glymes, par la suite appelée de Berghes, est une maison de la haute noblesse des anciens Pays-Bas. Elle descend de Jean van Cordekin, bâtard du duc Jean II de Brabant.

## Origines de Berghes
La seigneurie puis marquisat de Berghen-op-Zoom, à l'extrémité nord-ouest du duché de Brabant constitue son principal fief et le fondement de sa puissance. Elle s'éteint dans sa principale lignée avec Jean IV, marquis de Berghen-op-Zoom, mort en ambassade auprès de Philippe II d'Espagne en 1567. Ses biens sont saisis l'année suivante pour rébellion. Une partie sera remise à la branche collatérale des seigneurs de Grimberghen, issue d'un fils cadet de Jean Ier, qui subsista jusqu'à la fin de l'Ancien Régime. Elle a donné plusieurs évêques de Cambrai et de Liège, de généraux et gouverneurs au service de la maison de Habsbourg, ainsi qu'un nombre important de chevaliers de l'ordre de la Toison d'or.

## Personnalités

### Les Glymes
- Jan Cordekin (1298-1340), bâtard de Brabant, seigneur de Glymes.
  - Jacques de Glymes (1320-1341), seigneur de Glymes.
    - Jean II de Glymes (1340-1379), seigneur de Glymes.
      - Jean III de Glymes (1360-1428), seigneur de Glymes et de Tourinnes.
        - Jean IV de Glymes (1390-1427), sénéchal de Brabant ∞ Jeanne de Bautershem, dite de Berghes († 1430), dame héritière de Berghen-op-Zoom, Grimberghen, Bracht...⇒ seigneurs de Berghes et de Grimberghen
        - Baudouin de Glymes (1390?-1433), seigneur de Bierbais, Chaumont, Beaurieu etc. ∞ Jeanne de Hamal ⇒ seigneurs de Tourinnes jusqu'en 1719.
        - Agnès de Glymes ∞ Frédéric de Brandebourg.

La numérotation reprend à zéro avec Jean Ier de Berghes (Jean IV de Glymes), qui prend le nom de Berghes après son mariage avec Jeanne de Bautershem († 1430), dame héritière de Berghen, Grimberghen, Bracht, Melin etc.

### Les seigneurs de Berghes
- Jean IV de Glymes - Jean Ier de Berghes (1390-1427), sénéchal de Brabant
∞ Jeanne de Bautershem, dite de Berghes († 1430), dame héritière de Berghen-op-Zoom, Grimberghen, Bracht...
  - Jean II de Berghes (1417-1494), seigneur de Glymes, Berghen-op-Zoom, Braine-l'Alleud et Walhain
∞ Marguerite de Rouvroy, fille de Gaucher de Rouvroy de St-Simon
    - Philippe de Berghes († 1475)
    - Henri de Berghes († 1502), évêque de Cambrai, chancelier de l'ordre de la Toison d'or
    - Jean III de Berghes (1452-1532),  OTO, chambellan de Charles-Quint, gouverneur, souverain-bailli et capitaine général du comté de Namur
∞ Adrienne de Brimeu, tante de Charles de Brimeu
      - Jean de Berghes (1489-1514), seigneur de Walhain ∞ Anne de Bourgogne-Beveren
      - Philippe de Berghes († 1525), Seigneur de Walhain
      - Antoine de Berghes (1500-1541), OTO, seigneur puis 1er comte de Walhain (1532), seigneur, ensuite 1er Marquis de Berghes-op-Zoom (1533), gouverneur, souverain-bailli et capitaine général du comté de Namur
∞ Jacqueline de Croÿ d'Aarschot
        - Jean IV de Berghes (1528-1567),  OTO, 2e comte de Walhain, 2e marquis de Berghes, gouverneur, grand-bailli et capitaine général du comté de Hainaut, conseiller et chambellan de l'empereur Charles Quint ∞ Marie de Lannoy, dame héritière de Solre-le-Château et Molembais
        - Robert de Berghes († 1565), 3e comte de Walhain puis évêque de Liège (1557)
        - Louis de Berghes († 1562), seigneur de Merksem.

    - Antoine de Berghes († 1531), Abbé de Saint-Bertin
    - Michel de Berghes († 1482), seigneur de Polsbroek
    - Corneille de Berghes (nl) (1458-1508), OTO, seigneur de Grevenbroek
∞ Marie-Marguerite, dame héritière de Zevenberghes.
      - Maximilien de Berghes (1490-1522) OTO, seigneur de Zevenberghes.
      - Corneille II de Berghes, († après 1552), évêque de Liège.

### Les seigneurs deGrimberghe, princes de Grimbergen (de Berghes)
Ils sont issus de Philippe de Glymes-Berghes, fils cadet de Jean IV-Ier et frère puîné de Jean II ci-dessus.

## Possessions
- Seigneurs de Glymes
- Seigneurs, puis Marquis (1533) de Berghes
- Seigneurs, puis comtes (1532) de Walhain
- Seigneurs de Zevenberghen
- Seigneurs, puis Princes de Grimberghe
- Saigneurs de La Falize (en) (1626)

## Galerie

### Portraits

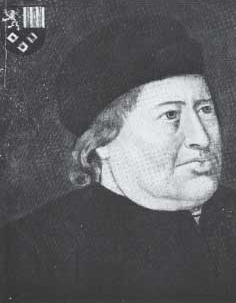
Jean de Berghes, dit Grosses lèvres.
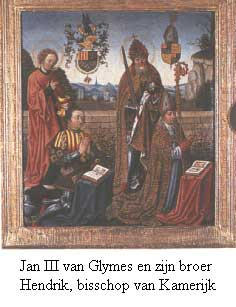
Jean III et Henri de Berghes, seigneur de Berghes et évêque de Cambrai.
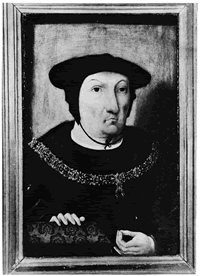
Jean III de Berghes.
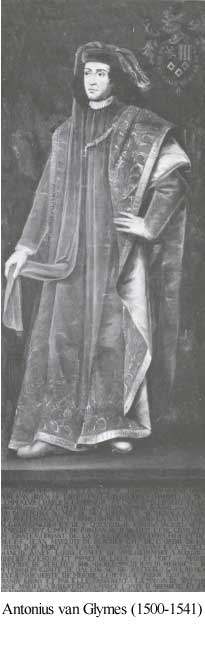
Antoine de Berghes.
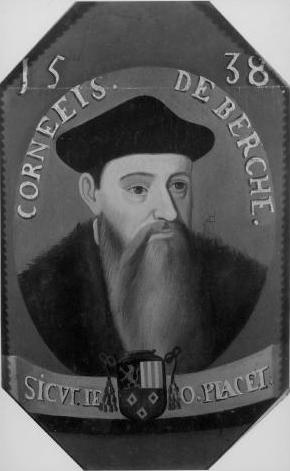
Corneille de Berghes, prince-évêque de Liège.
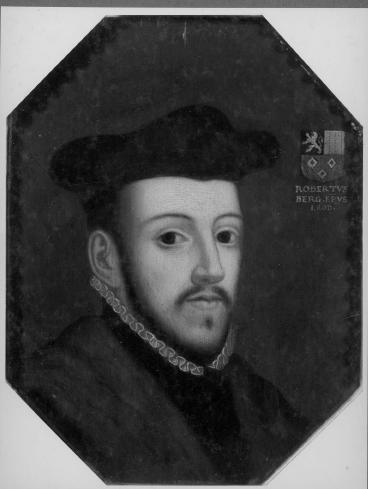
Robert de Berghes, prince-évêque de Liège.
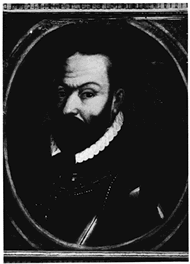
Jean IV de Berghes.
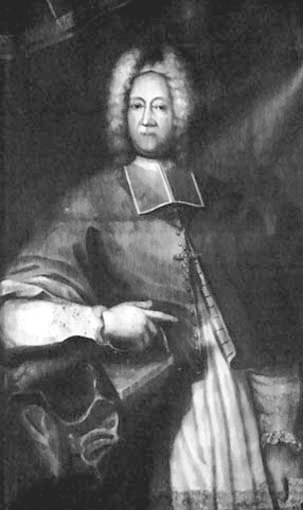
Georges-Louis de Berghes, prince-évêque de Liège.

### Armorial

Armoiries primitives.
Armoiries de Jeanne de Bautershem.
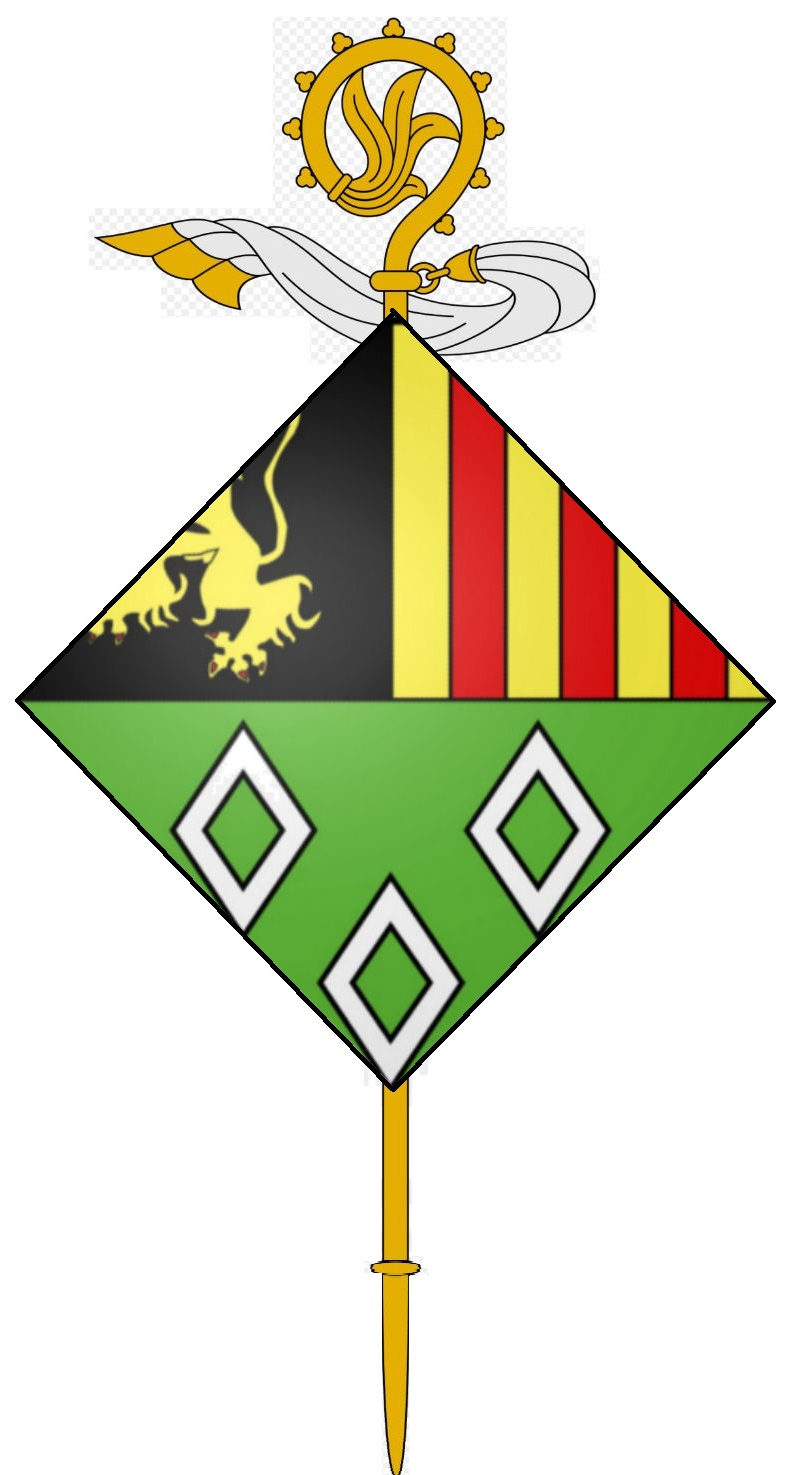
abbesse a La Cambre.
Armoiries à partir de Jean II.
Armoiries des seigneurs de Zevenberghen.

## Généalogie
- Duc Jean II de Brabant
  - Jean Cordeken, seigneur de Glymes
    - Jacques de Glymes (1320-1341), seigneur de Glymes
      - Jean II de Glymes (1340-1379), seigneur de Glymes
        - Jean III de Glymes (1360-1428)
          - Jean IV de Glymes-Ier de Berghes (1390-1427), seigneur de Berg-op-Zoom - branche de Berghes
            - Jean II de Berghes (1417-1494), seigneur de Berg-op-Zoom et de Glymes
              - Philippe de Berghes († 1475)
              - Henri de Berghes († 1502)
              - Jean III de Berghes (1452-1532), seigneur de Berg-op-Zoom
                - Antoine de Berghes (1500-1541), 1er Marquis de Berg-op-Zoom, 1er Comte de Walhain ∞ Jacqueline de Croÿ
                  - Anne de Berghes (née en 1525)
                  - Jean IV de Berghes (1528-?), 2e Marquis de Berg-op-Zoom
                  - Robert de Berghes (né en 1530)
                  - Mencia de Berghes (né en 1535)

              - Antoine de Berghes († 1531), Abbé de Saint-Bertin
              - Michel de Berghes († 1482)
              - Corneille de Berghes (1458-1508)

          - Baudouin de Glymes (1390?-1433)
          - Agnès de Glymes